# 43 Herculis
43 Herculis, eller i Herculis, är en misstänkt variabel i Herkules stjärnbild.
Stjärnan har visuell magnitud +5,14 och har variationer i amplitud och periodicitet som inte är fastställda.